# Daria Davydova
Daria Davydova –en ruso, Дарья Давыдова– (Náberezhnye Chelny, 21 de marzo de 1991) es una deportista rusa que compite en judo.
En los Juegos Europeos de Minsk 2019 consiguió una medalla de oro en la prueba de equipo mixto. Ganó una medalla de plata en el Campeonato Europeo de Judo de 2021, en la categoría de –63 kg.

## Palmarés internacional
| Juegos Europeos    | Juegos Europeos     | Juegos Europeos  | Juegos Europeos |
| Año                | Lugar               | Medalla          | Categoría       |
| ------------------ | ------------------- | ---------------- | --------------- |
| 2019               | Minsk (Bielorrusia) | Medalla de oro   | Equipo mixto    |
| Campeonato Europeo |                     |                  |                 |
| Año                | Lugar               | Medalla          | Categoría       |
| 2021               | Lisboa (Portugal)   | Medalla de plata | –63 kg          |